# Russell grófja
A Russell grófja (Earl Russell), a dorseti Kingston Russell után kapta nevét, az Egyesült Királyság főnemesi címei közé tartozik. 1861. július 30-án hozták létre Lord John Russell számára, aki a kor kiemelkedő liberális politikusa volt, Bedford 6. hercegének a harmadik fia. Ő töltötte be a belügyminiszteri tisztséget 1835 és 1839 között, kétszer volt külügyminiszter (1852–1853 és 1859–1865), valamint kétszer az Egyesült Királyság miniszterelnöke (1846–1852 és 1865–1866). A grófi cím al– vagy mellékcíme Amberley (Gloucestershire-i Amberley) és Ardsalla (észak-írországi Meath–megyei Ardsalla) vikomtja, amelyet Amberley vikomtja-ként használt a grófi cím várományosa.
Az első Russell grófot unokája követte a címben. Ő volt az egyik első főnemes, aki csatlakozott a Munkáspárthoz, és Ramsay MacDonald miniszterelnöksége alatt 1929 és 1931 között az indiai államtitkár-helyettesi tisztséget töltötte be. Gyermektelenül halt meg, így 1931-ben öccse örökölte a címet – ő volt a világhírű filozófus és Nobel-díjas Bertrand Russell. Halála után 1970-ben legidősebb fia lett a negyedik gróf, majd 1987-ben féltestvére, az ötödik gróf örökölte a címet, ő a XVII. századi Angliával foglalkozó neves történésze volt. Ő a Liberális Demokraták padsoraiban ült a Lordok Házában, a Ház létszámát lecsökkentő 1999-es törvény után is megőrizte helyét, egyik volt Házban maradt a kilencven megválasztott örökletes főnemesnek. A címet legkisebb fia, a hetedik gróf viseli.
Mivel a a Russell grófok Bedford hatodik hercegének a leszármazottai, így – a hercegi ág kihalása esetén – örökölhetnék a hercegi címet. Ám nincs örököse a Russell gróf címnek – a hetedik gróf 1971-ben született és nincs oldalági férfi örökös –, így a cím a gróf halálával várhatóan kihal.
A szócikk speciális jelölései
A dőlt betűs, kurzív nemesi cím jelentése: a viselő az apja (esetleg nagyapja) második (harmadik) címét viseli, az az ő az örökös vagy az örökös örököse.

## Russell grófjai
John Russell Russell 1. grófja KG PC

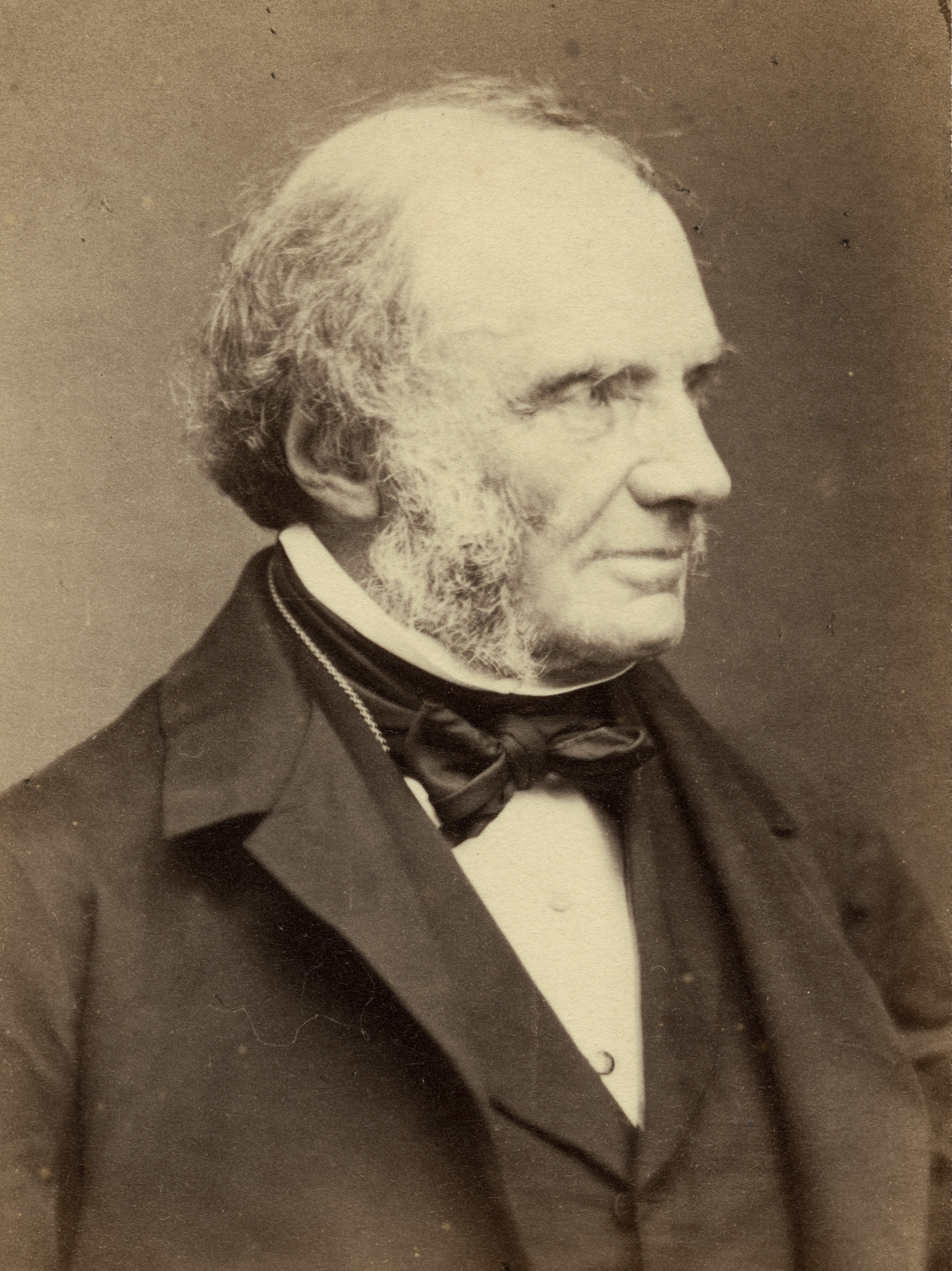
Vizit–kártya fénykép az első grófról 1861-ből. Készítette: John Jabez Edwin Mayall, jelenleg a National Gallery (London) tulajdona

John Russell, Russell 1. grófja (1792. augusztus 18. – 1878. május 28.) brit politikus, kétszeres miniszterelnök és a XIX. századi liberális reformmozgalmak egyik vezető alakja. Jelentős szerepet játszott az 1832-es parlamenti reformban és a brit Liberális Párt kialakulásában.
Frank Russell, Russell 2. grófja
John Francis Stanley Russell, Russell 2. grófja (1865. augusztus 12. – 1931. március 3.) szülei korai halála után nagyszülei nevelték, de nehezen viselte a konzervatív környezetet. Tanulmányait a Winchester College-ban és Oxfordban végezte, de onnan kizárták, feltehetően egy tiltott viszony miatt. Első házassága Mabel Scottal rövid és viharos volt, az angol válási törvények miatt – csak bizonyos, egyértelműen bizonyított okok, például házasságtörés, súlyos kegyetlenség esetén engedélyezték – nem tudtak elválni. A bíróságokon éveken át tartó, heves pereskedés folyt, azonban egyikük sem tudott olyan bizonyítékot szolgáltatni, amely elégséges lett volna a válás kimondásához. Végül Nevadában váltak el – csak ezt az angol törvények nem ismerték el. Így amikor John Nevadában házasságot kötött Mollie Somerville-lel, bigámiába esett. Emiatt Angliában 1901-ben elítélték – ő volt az utolsó főrend, akit a Lordok Háza elítélt. Később hivatalosan is feleségül vette Somerville-t, és 1911-ben kegyelmet kapott. A válási törvények reformjáért és az autósok jogaiért is harcolt. Harmadik felesége a híres írónő, Elizabeth von Arnim volt, akitől azonban hamar különvált. 1929-ben munkáspárti kormányzati tisztséget kapott, de két év múlva meghalt. Viharos magánélete miatt a sajtó a „elátkozott grófként” emlegette.
Bertrand Russell, Russell 3. grófja

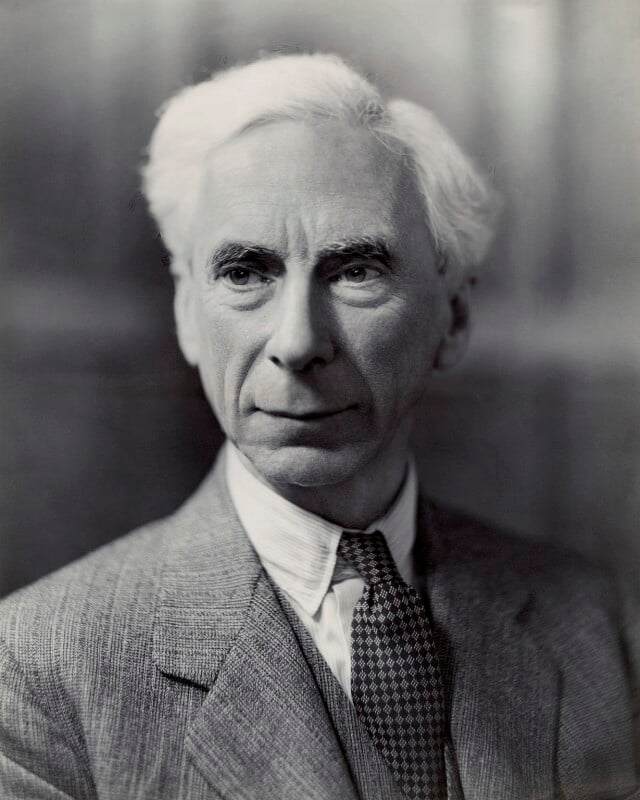
Bertrand Arthur William Russell, a harmadik gróf. A Bassano Ltd, fényképét az NPG 1996-ban megvásárolta. Bromidnyomat

Bertrand Russell (1872. május 18. – 1970. február 2-án) irodalmi Nobel-díjas angol matematikus, logikatudós, filozófus és szociológus, közéleti személyiség.
John Russell, Russell 4. grófja
John Conrad Russell, (1921. november 16. – 1987. december 16. ) a Kaliforniai Egyetemen és a Harvardon tanult, majd 1943-tól a Brit Királyi Haditengerészet tartalékosaként szolgált, ahol megtanulta a japán nyelvet. Pályafutása elején nemzetközi szervezeteknél, többek között az ENSZ Élelmezési és Mezőgazdasági Szervezeténél dolgozott, de később szkizofréniát diagnosztizáltak nála. 1946-ban feleségül vette Susan Doniphan Lindsayt, Vachel Lindsay amerikai költő lányát, akitől két lánya született, Sarah és Lucy. Melléjük örökbe fogadták Felicity-t, aki felvette a Russell nevet. Mindhárom gyermek mentális betegséggel élt, Lucy, Bertrand Russell kedvenc unokája, 1975-ben felgyújtotta magát a világbéke érdekében. John Russell 1987-ben hunyt el, utód nélküli halála után öccse, Conrad Russell örökölte az earli címet.
Conrad Russell, Russell 5. grófja

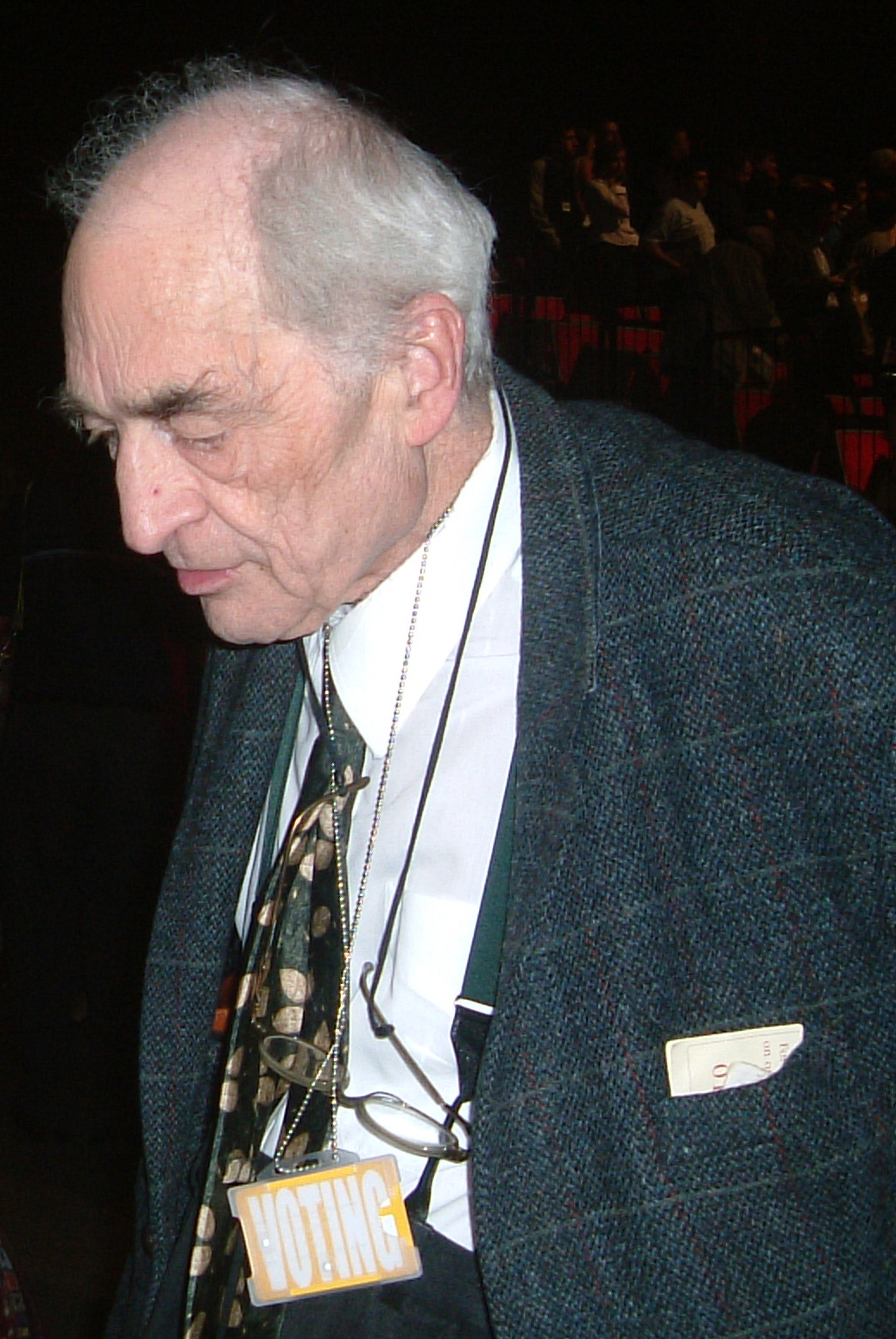
Az ötödik gróf brightoni a 2003-as Liberális Demokrata Konferencián

Conrad Russell (1937. április 15. – 2004. október 14.) Etonban és az oxfordi Merton College-ban tanult, később a Yale (1979–1984), a University College London (1984–1990) és a King’s College London (1990–2003) professzora lett. Fő kutatási területe az angol polgárháború és a XVII. századi brit politika volt, munkái megkérdőjelezték a hagyományos Whig- és marxista értelmezéseket. 1987-ben örökölte meg a grófi címet, majd aaz első örökletes főnemes lett, aki a Liberális Demokratákat képviselte a Lordok Házában. Amikor a törvény csökkentette a felsőház tagjainak a számát 1999-ben, megválasztották a testület egyik megmaradó tagjának. Élete utolsó szakaszában a felsőoktatás autonómiájáért küzdött, és aktív szerepet vállalt az egyetemi szabadságjogok védelmében. 2004-ben halt meg tüdőelégtelenség következtében, egy évvel felesége halála után.
Conrad Russell három legismertebb és legfontosabb műve:
- The Crisis of Parliaments: English History 1509–1660 (1971)[7] – alapműként tartják számon a kor parlamentáris válságának elemzésében,
- The Causes of the English Civil War (1990)[8] – egyik legismertebb monográfiája, amely új megvilágításba helyezi a polgárháború okait,
- The Fall of the British Monarchies, 1637–1642 (1991)[9] – részletes, forrásalapú elemzés az uralkodóházak összeomlásáról, jelentős hatással volt a korszak kutatására.

Nicholas Russell, Russell 6. grófja
Nicholas Lyulph Russell, (1968. szeptember 12. – 2014. augusztus 17.) politika tudományt hallgatott a Lancasteri Egyetemen. A Munkáspárt fogyatékosügyi kampányfelelőseként dolgozott, és a Királyi Vakok Intézete (RNIB) kampányvezetője is volt. Emellett társelnöke, majd elnöke lett a DANDA-nak (Developmental Adult Neurodiversity Association – kb. Felnőttek Fejlődési Neurodiverzitásának Egyesülete), amelynek kezdeményezésére a brit Fogyatékosügyi Bizottság megalapította a Neurodiverzitási Munkacsoportot. Ez az első nemzeti szintű emberi jogi vizsgálat volt, amely a neurodivergens személyek jogait rendszerszinten elemezte, jelentését 2007-ben publikálták.
Russell regionális igazgatótanácsi tag volt a Co-operative Groupnál, a SERA környezetvédelmi szervezetben és a Transport 2000-ben is. Sokáig a Szocialista Oktatási Egyesület országos vezetőségi tagja, valamint a Disability Labour nevű érdekvédelmi csoport elnöke volt. 2010 és 2014 között önkormányzati képviselőként szolgált a waltham-foresti Cann Hall választókörzetben. Élettársával, Georgina Farrerrel Leytonstone-ban élt. Negyvenötéves korában trombózisban hirtelen elhunyt. Nem születtek gyerekei.
John Russell, Russell 7. grófja

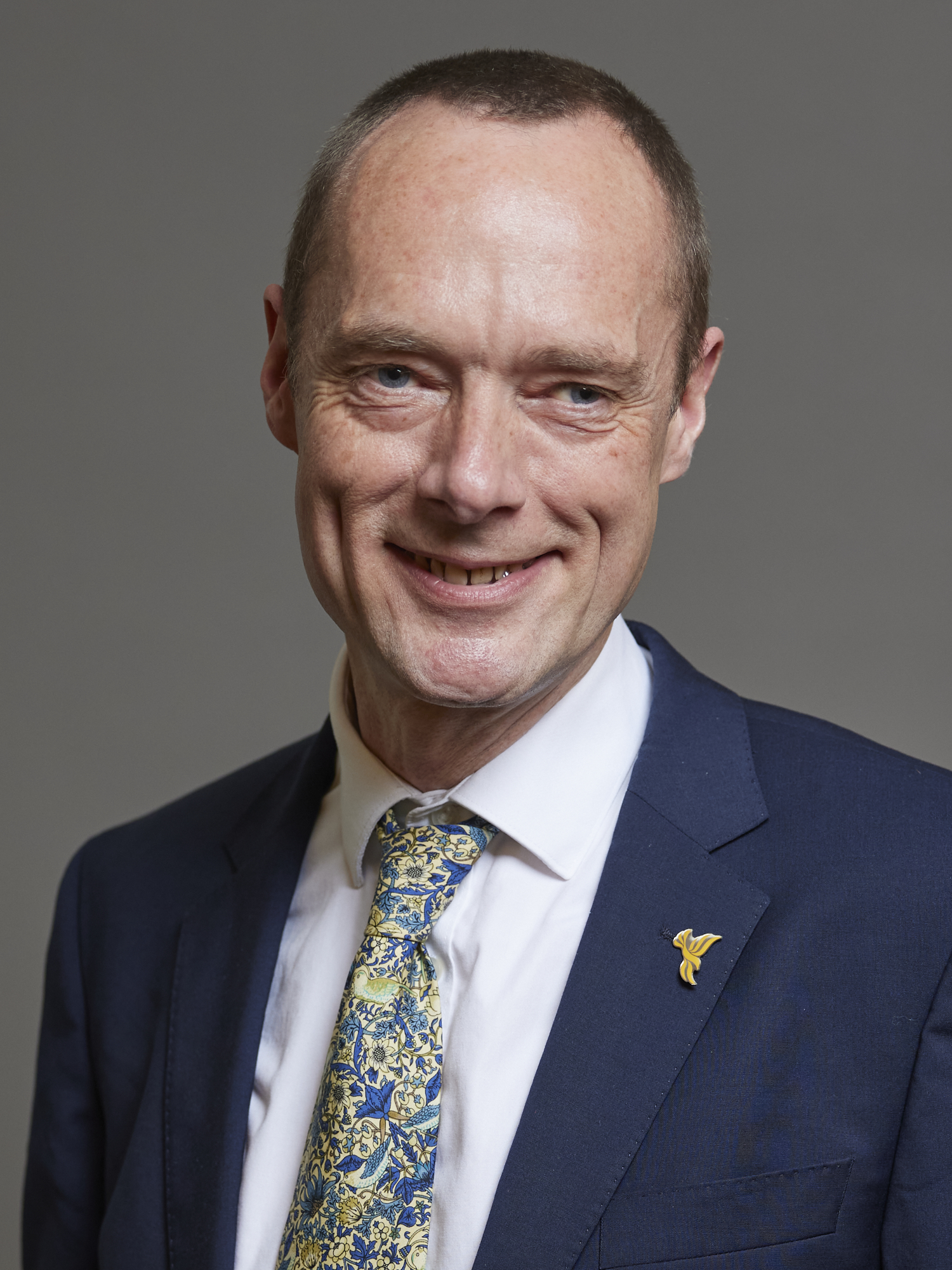
A hetedik gróf fényképe 2023-ból

John Francis Russell (1971. november 19. – ) szabadúszó fotós, politikai, eseményfotózással, jótékonysági megbízásokkal és tájképekkel foglalkozik. Dolgozik többek közt a Liberális Demokratáknak és a London Wildlife Trustnak . 2006 és 2010 között a Lewisham Borough Council liberális demokrata képviselője volt, és elnöke a testület áttekintési és ellenőrzési bizottságának. 2012-ben a párt jelöltje volt a London Assembly választásán, 2017-ben pedig indult a brit parlamenti választásokon a Lewisham West and Penge körzetben. 2022-ben sikertelenül próbált bekerülni a lewishami önkormányzatba. 2014-ben bátyja, Nicholas Russell halála után örökölte a Russell grófja címet. 2023 júniusában, egy felsőházi időközi választás révén bekerült a brit Lordok Házába.

## Russell grófjai és Ampthill bárói családfája
- John Russell (1766–1839),  Bedford 6. hercege ∞¹ Georgiana Byng (1768–1801) ∞² Georgiana Gordon (1781–1853)
  - ¹Francis Russell (1788–1861),  Bedford 7. hercege ∞ Anna Maria Stanhope (1783–1857)[m 5]
    - William Russell  (1809–1872),  Bedford 8. hercege

  - ¹George Russell (1790–1846)[m 6] ∞ Elizabeth Anne Rawdon (1793–1874)
    - ...innen Bedford hercegei és a cím örökösei
    - Odo Russell (1829–1884),  Ampthill 1. bárója
      - Oliver Russell (1869–1935),  Ampthill 2. bárója
        - John Russell (1896–1973),  Ampthill 3. bárója
          - Geoffrey Russell (1921–2011) ,  Ampthill 4. bárója
            - David Russell (1947–),  Ampthill 5. bárója
            - (1) Anthony John Mark Russell (1952–)
              - (2) William Odo Alexander Russell (1986–)

  - ¹John Russell (1792–1878),  Russell 1. grófja ∞² Frances Anna Maria Elliot-Murray-Kynynmound (1820–1898)
    - ²John Russell (1842–1876)[m 7], Amberley vikomt ∞ Katharine Stanley (1842–1874)
      - Frank Russell (1865–1931),  Russell 2. grófja ∞¹ Mabel Edith Russell (1869–1908) ∞² Marion Cooke ∞³ Mary Annette Beauchamp (1866–1941)
      - Bertrand Russell (1872–1970),  Russell 3. grófja ∞¹ Alys Pearsall Smith (1867–1951) ∞² Dora Winifred Black (1894–1986) ∞³ Patricia Helen Spence (1910–2004) ∞4 Edith Finch Russell (1900–1978)
        - ²John Russell (1921–1987),  Russell 4. grófja
          - három lánya: ◎ Felicity (1945–), Sarah (1946–) és Lucy (1948–1975)

        - ³Conrad Russell (1937–2004),  Russell 5. grófja 
          - Nicholas Russell (1968–2014),  Russell 6. grófja
          - John Russell (1971–),  Russell 7. grófja
            - ...jelenleg nincs a címnek örököse

## Fordítás
- Ez a szócikk részben vagy egészben  az   Earl Russell című angol Wikipédia-szócikk ezen változatának fordításán alapul.  Az eredeti cikk szerkesztőit annak laptörténete sorolja fel. Ez a jelzés csupán a megfogalmazás eredetét és a szerzői jogokat jelzi, nem szolgál a cikkben szereplő információk forrásmegjelöléseként.
- Ez a szócikk részben vagy egészben  a   John Russell, 1st Earl Russell című angol Wikipédia-szócikk ezen változatának fordításán alapul.  Az eredeti cikk szerkesztőit annak laptörténete sorolja fel. Ez a jelzés csupán a megfogalmazás eredetét és a szerzői jogokat jelzi, nem szolgál a cikkben szereplő információk forrásmegjelöléseként.
- Ez a szócikk részben vagy egészben  a   Frank Russell, 2nd Earl Russell című angol Wikipédia-szócikk ezen változatának fordításán alapul.  Az eredeti cikk szerkesztőit annak laptörténete sorolja fel. Ez a jelzés csupán a megfogalmazás eredetét és a szerzői jogokat jelzi, nem szolgál a cikkben szereplő információk forrásmegjelöléseként.
- Ez a szócikk részben vagy egészben  a   Bertrand Russell című angol Wikipédia-szócikk ezen változatának fordításán alapul.  Az eredeti cikk szerkesztőit annak laptörténete sorolja fel. Ez a jelzés csupán a megfogalmazás eredetét és a szerzői jogokat jelzi, nem szolgál a cikkben szereplő információk forrásmegjelöléseként.
- Ez a szócikk részben vagy egészben  a   John Russell, 4th Earl Russell című angol Wikipédia-szócikk ezen változatának fordításán alapul.  Az eredeti cikk szerkesztőit annak laptörténete sorolja fel. Ez a jelzés csupán a megfogalmazás eredetét és a szerzői jogokat jelzi, nem szolgál a cikkben szereplő információk forrásmegjelöléseként.
- Ez a szócikk részben vagy egészben  a   Conrad Russell, 5th Earl Russell című angol Wikipédia-szócikk ezen változatának fordításán alapul.  Az eredeti cikk szerkesztőit annak laptörténete sorolja fel. Ez a jelzés csupán a megfogalmazás eredetét és a szerzői jogokat jelzi, nem szolgál a cikkben szereplő információk forrásmegjelöléseként.
- Ez a szócikk részben vagy egészben  a   Nicholas Russell, 6th Earl Russell című angol Wikipédia-szócikk ezen változatának fordításán alapul.  Az eredeti cikk szerkesztőit annak laptörténete sorolja fel. Ez a jelzés csupán a megfogalmazás eredetét és a szerzői jogokat jelzi, nem szolgál a cikkben szereplő információk forrásmegjelöléseként.
- Ez a szócikk részben vagy egészben  a   John Russell, 7th Earl Russell című angol Wikipédia-szócikk ezen változatának fordításán alapul.  Az eredeti cikk szerkesztőit annak laptörténete sorolja fel. Ez a jelzés csupán a megfogalmazás eredetét és a szerzői jogokat jelzi, nem szolgál a cikkben szereplő információk forrásmegjelöléseként.